# Yesshows
Yesshows ist das zweite Livealbum der englischen Progressive-Rock-Band Yes. Es wurde im November 1980 veröffentlicht und ist ihr erstes Livealbum seit sieben Jahren. Es besteht aus Aufnahmen ihrer Tourneen von 1976, 1977 und 1978 in Nordamerika und Europa. Das Mischen übernahm der Bassist Chris Squire.

## Entstehung
Im Juni 1979 beendete die Yes-Besetzung mit Sänger Jon Anderson, Bassist Chris Squire, Gitarrist Steve Howe, Keyboarder Rick Wakeman und Schlagzeuger Alan White ihre Tour zur Unterstützung ihres neunten Studioalbums, Tormato (1978). Ihr Label Atlantic Records hatte die Gruppe auf die Möglichkeit angesprochen, ein Livealbum herauszubringen, und Squire bekam die Aufgabe, die besten Stücke aus stundenlangen Konzertaufnahmen auszuwählen. Er übernahm auch die Abmischungsaufgaben und bereitete eine Auswahl von Stücken der Tourneen 1976, 1977 und 1978 aus seinem Studio, Sun Park Studios, vor.
Die Band beauftragte den langjährigen Cover-Künstler Roger Dean, ein Artwork für das Album zu entwerfen, das er Acrylfarben und Collagen erstelle. Als Veröffentlichungstermin wurde Weihnachten 1979 festgelegt, dieser wurde jedoch aufgrund von Meinungsverschiedenheiten Squires Bandmitglieder bezüglich seiner Auswahl der Auftritte und der Qualität seiner Mixe auf Eis gelegt. Howe war froh, dass die Produktion bis auf weiteres eingestellt worden war. Er drückte den Wunsch der übrigen Band aus, die Aufnahmen weiter zu verfeinern und weitere Titel hinzuzufügen, um das Set von einem Doppel- auf ein Dreifachalbum zu erweitern.
Mitte 1980 kam es nach dem Abgang von Anderson und Wakeman zu personellen Veränderungen bei Yes. Die verbleibenden Mitglieder rekrutierten Trevor Horn und Geoff Downes von The Buggles als Ersatz für Gesang bzw. Keyboards. Die fünf nahmen Drama (1980) auf und tourten mit dem Album von August bis Dezember 1980. Gegen Ende des Jahres wollte Atlantic Records nun das Live-Album veröffentlichen und verwendete die von Squire vorbereiteten Schnitte und Mixe. Das Mastering wurde bei Strawberry Mastering abgeschlossen.

## Inhalt
Yesshows umfasst sieben Songs aus fünf Konzerten. The Gates of Delirium und Ritual stammen vom 17. August 1976 in der Cobo Hall in Detroit, während ihrer Nordamerika-Tournee im Jahr 1976. Going for the One wurde am 18. November 1977 in der Frankfurter Festhalle, Parallels und Wonderous Stories wurden am 24. November 1977 im Ahoy-Hal in Rotterdam während der Tour 1977 aufgenommen. Time and a Word und Don’t Kill the Whale stammen aus der Wembley Arena in London, von der Tormato-Tour. Letzteres wurde von der BBC im Manor Mobile Studio für eine Live-Radioübertragung des Konzerts vom 28. Oktober 1978 aufgenommen.

## Titelliste
| Nr. | Titel                 | Musik                                                         | Länge |
| --- | --------------------- | ------------------------------------------------------------- | ----- |
| 1.  | Parallels             | Chris Squire                                                  | 7:07  |
| 2.  | Time and a Word       | Jon Anderson, David Foster                                    | 4:06  |
| 3.  | Going for the One     | J. Anderson                                                   | 5:18  |
| 4.  | The Gates of Delirium | J. Anderson, C. Squire, Steve Howe, Alan White, Patrick Moraz | 22:40 |
| 5.  | Don’t Kill the Whale  | J. Anderson, C. Squire                                        | 4:12  |
| 6.  | Ritual                | J. Anderson, C. Squire, S. Howe, Rick Wakeman, A. White       | 31:59 |
| 7.  | Wonderous Stories     | J. Anderson                                                   | 3:54  |

### 2009 CD Bonustitel
| Nr. | Titel                     | Musik                  | Länge |
| --- | ------------------------- | ---------------------- | ----- |
| 1.  | I’ve Seen All Good People | J. Anderson, C. Squire | 7:29  |
| 2.  | Roundabout                | J. Anderson, S. Howe   | 7:53  |

## Produktion
- Chris Squire – Produktion, Mix
- Mike Dunne – Live-Aufnahme
- Nigel Luby – Live-Tontechniker
- Geoff Young – Tontechniker
- Sean Davis – Tontechniker bei Time and a Word
- Barry Ainsworth – Tontechniker bei Time and a Word
- Tony Wilson – Produktion bei Don't Kill the Whale
- Bill Aitken – Tontechniker bei Don't Kill the Whale
- Neil Burn – Tontechniker bei Don't Kill the Whale
- Roger Dean – Covergestaltung
- Magnetic Storm Ltd. – Cover-Design
- Sean Davis – Lackschnitt
- Lisa Tanner – Fotografie

## Rezeption

### Rezensionen
Die Meinungen der Band zu diesem zweiten Livealbum von Yes waren zumindest bis in die 1990er Jahre geteilt. Wakeman, der zum Zeitpunkt der Veröffentlichung nicht in der Gruppe war, sagte, Squires Mixe seien gut, aber nichts Aufregendes. Während er, Anderson und Howe die Veröffentlichung nicht mochten, waren White, Squire und der Keyboarder Patrick Moraz eher einverstanden.

### Chartplatzierungen
Yesshows wurde im November 1980 veröffentlicht; in den USA kam es am 24. November 1980 auf den Markt. In die britischen Albumcharts kam es erst am 10. Januar 1981 und erreichte Platz 29. In der dritten Woche erreichte es dort seinen Höhepunkt mit Platz 22 und blieb fünf weitere Wochen in den Charts. In den USA erreichte das Album am 31. Januar 1981 Platz 43 der Billboard 200 und blieb 12 Wochen in den Charts.

### Auszeichnungen für Musikverkäufe
Yesshows wurde im Vereinigten Königreich für 60 000 verkaufte Platten mit Silber ausgezeichnet.